# Jarosław Zarębski

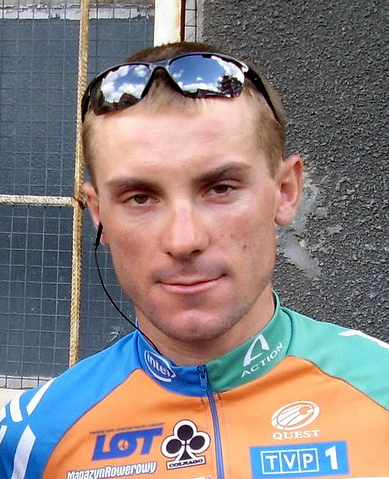
Jarosław Zarębski, 2007

Jarosław Zarębski (* 26. Januar 1979 in Wąbrzeźno) ist ein ehemaliger polnischer Radrennfahrer.
Jarosław Zarębski begann seine Karriere 2002 bei dem polnischen Radsportteam CCC-Polsat. In seinem ersten Jahr konnte er gleich eine Etappe bei 4 Asy Fiata Autopoland für sich entscheiden. 2004 gewann er ein Teilstück bei Szlakiem Grodów Piastowskich. Seit 2005 fährt Zarębski für das Professional Continental Team Action-ATI, für die er 2005 und 2007 erneut jeweils eine Etappe des Rennens Szlakiem Grodów Piastowskich gewann.

## Erfolge
2002
- eine Etappe 4 Asy Fiata Autopoland

2004
- eine Etappe Szlakiem Grodów Piastowskich

2005
- eine Etappe Szlakiem Grodów Piastowskich

2007
- eine Etappe Szlakiem Grodów Piastowskich

## Teams
- 2002 CCC-Polsat
- 2003 CCC-Polsat
- 2004 HOOP CCC-Polsat
- 2005 Action-ATI
- 2006 Intel-Action
- 2007 Action-Uniqa
- 2008 Passage Cycling Team